# 僕なら
「僕なら」（ぼくなら）は、松山千春が1999年5月29日にリリースした46枚目のシングルである。

## 解説
カップリング曲の「ため息をつかせてよ」は、2009年に公開された映画『ジャイブ 海風に吹かれて』の主題歌として使用された。

## 収録曲
| 全作詞・作曲: 松山千春。 |                                  |           |            |          |      |
| #                        | タイトル                         | 作詞      | 作曲・編曲 | 編曲     | 時間 |
| 1.                       | 「僕なら」                       | 松山千春  | 松山千春   | 萩田光雄 | 5:04 |
| 2.                       | 「ため息をつかせてよ」           | 松山千春  | 松山千春   | 夏目一朗 | 3:48 |
| 3.                       | 「僕なら」(オリジナル・カラオケ) | 松山千春  | 松山千春   |          | 5:04 |
| 合計時間:                | 合計時間:                        | 合計時間: | 13:56      |          |      |